# Kapwani Kiwanga
Kapwani Kiwanga, född 1978 i Hamilton, Ontario, är en kanadensisk video-, performance- och installationskonstnär.
Kapwani Kiwanga studerade 2007–09 antropologi och religionsvetenskap och tog en kandidatexamen på McGill University i Montreal i Kanada och utbildade sig därefter i konst på École nationale supérieure des Beaux-Arts i Paris och Le Fresnoy – Studio national des arts contemporains i Tourcoing i Frankrike. Hon har varit stipendiat på MU Artspace i Eindhoven i Nederländerna 2009 samt på Galerie La Box vid École nationale supérieure d'art de Bourges i Bourges i Frankrike och Institut français – Galerie Le Manège i Dakar i Senegal 2013. 
Hon utsågs till 2016 års särskilt inbjudna konstnär på konstmässan Armory Show i New York.
Kapwani Kiwanga bor och arbetar i Paris.